# Германска окупация на Чехословакия
Германската окупация на Чехословакия е германска окупационна зона в Чехословакия, съществувала между 1938 и 1945 година, в навечерието и по време на Втората световна война.
През октомври 1938 година германците анексират Судетската област в северна Чехословакия, а през март следващата година окупират Чехия, където създават протектората Бохемия и Моравия. Останалата част от страната е поделена между Унгария и марионетната Първа словашка република. През август 1944 година Германия окупира и голяма част от Словакия. Германската окупация на части от страната продължава до самия край на войната в Европа, като германски части продължават да оказват съпротива дни след капитулацията на Германия на 8 май 1945 година.